# لوجينز وميسينا
لوجينز وميسينا (بالإنجليزية: Loggins and Messina)‏ ثنائي أمريكي لموسيقى الروك يتألف من كيني لوجينز وجيم ميسينا. حقق الثنائي نجاح في أوائل السبعينيات وحتى منتصفها. ومن بين أغانيهم الشهيرة "أغنية داني Danny's Song" و "هاوس آت بوه كورنر House at Pooh Corner" و "يور ماما لا ترقص Your Mama Don't Dance". أصبح الثنائي من رواد الموسيقى في السبعينيات " بعد بيع أكثر من 16 مليون أسطوانة.
انفرط الثنائي عام 1976، ولم يحظى جيم ميسينا بعد ذلك بشعبية كبيرة، إلا أن لوجينز حقق المزيد من النجاح في الثمانينيات.
عاد الثنائي للجولات الغنائية في الولايات المتحدة في عام 2005 ومرة أخرى في عام 2009.

## البومات لوجينز وميسينا
1971 «جالسا في Sittin' In» (المركز 70 على قائمة الولايات المتحدة 200) حصل على الأسطوانة البلاتينية.
1972 «لوجينز وميسينا Loggins and Messina» (المركز 16 على قائمة الولايات المتحدة 200) حصل على الأسطوانة البلاتينية.
- 1973 «شراع كامل Full Sail» (المركز 10 على قائمة الولايات المتحدة 200) حصل على الأسطوانة البلاتينية.[9]

- 1974 «الأم عرق Mother Lode» (المركز 8 على قائمة الولايات المتحدة 200) حصل على الأسطوانة الذهبية.[10]

- 1975 «جيد جدا So Fine» (المركز 21 على قائمة الولايات المتحدة 200).[11]

- 1976 «الأبناء الأصليين Native Sons» (المركز 16 على قائمة الولايات المتحدة 200).[12]

## وصلات خارجية
- Official site
- Commentary on Return to Pooh Corner